# Polybothris lesnei
Polybothris lesnei es una especie de escarabajo del género Polybothris, familia Buprestidae. Fue descrita científicamente por Théry en 1926.
Esta especie mide 34 mm.

## Distribución geográfica
Habita en Madagascar.